# 斯滕斯角國家公園
斯滕斯角國家公園（瑞典語：Stenshuvuds nationalpark）是位於瑞典東南角斯科讷省的一座國家公園。斯滕斯角國家公園成立於1986年，面積3.9 km2（1.5 sq mi）。斯滕斯角國家公園臨波羅的海海岸。